# Hallstahammar
Hallstahammar er en by ved Kolbäcksån og Strömsholms kanal i landskabet i Västmanland i Västmanlands län i Sverige. Den er administrationsby i Hallstahammars kommun, og i 2010 havde byen 10.478 indbyggere. De nærmeste byer er Västerås, Köping og Eskilstuna.
Metalindustri var grundlaget for samfundet i Hallstahammar. Starten var i 1628 da en smedje blev etableret i Trångfors. Allerede i 1558 havde kong Gustav Vasa bygget Strömsholm slott, som i dag er et interessant museum. Den 107 km lange Strömsholms kanal blev indviet i 1795 som lettede godstransporten mod nordvest, så transport og handel blev vigtige aktiviteter i byen. I 1931 tog Hans von Kantzow patent på stållegeringen Kanthal (opkaldt etter ham selv i første led og Hallstahammar i andet) og etablerede virksomheden Kanthal AB. Hallstahammar er i dag en by med moderne og aktiv handel, men har bevaret præget af industriby.
Thore Skogman kom fra Hallstahammar.